# Археологический музей Верии
Археологический музей Верии — один из самых значительных археологических музеев Македонии. Музей был открыт в 1965 году в специально построенном для этой цели здании в квартале Элиа города Верия, Центральная Македония. Находки с неолитического и до османского периодов выставлены в трёх залах.

## Музей
Неолитические находки происходят из поселения в Новой Никомидии, которое является если не самым старым постоянным поселением в Европе, согласно некоторым оценкам, то по крайней мере одним из самых старых (датируется 6250-6050 годами до н. э.). R. J. Rodden, который производил здесь раскопки в 1961, 1963 и годах считает что это «самая старая неолитическая община, обнаруженная до сих пор в Европе» и отмечает что, хотя к востоку от Греции имеются подобные во многих отношениях неолитические поселения, это поселение имеет «свои исключительно европейские характеристики.» Радиоуглеродный анализ даёт даты между 6650-6150 годами до н. э..
Находки Железного века происходят из захоронений в Вергине.
В первом зале выставлены бронзовые «калпис» (урны с прахом) IV века до н. э., краснофигурный Кратер (сосуд) керченского типа IV века до н. э., бронзовая гидрия использованная как погребальная урна в IV веке до н. э. (найденная на северо-восточном кладбище Верии), и реконструкция однопалатного каменного погребения Эллинистического периода раскопанного в Верии. В других стендах демонстрируются группы находок найденных в захоронениях северо-восточного, юго-восточного, юго-западного кладбищ Верии. Эти группы находок демонстрируют развитие керамики с конца V века до н. э. по конец II века до н. э.
Второй зал содержит в основном надгробные стелы и эллинистические и римские рельефы I века до н. э. из региона Верии. Особого внимания заслуживают стела с Законом Гимнасиарха, которая описывает, как совершалось среднее и высшее образование в гимнасии, и группа охотника и кабана, которая является частью архитектурной декорации надгробного памятника III века до н. э. из Вергины.
Третий зал содержит экспонаты римского периода, самым значительным из которых является бюст местного речного бога Олганос II века н. э., найденного в Копанос. Здесь также расположены надгробный рельеф супружеской пары (II век н. э.), найденный в Верии, погребальное приношение Римского периода (III век н. э.), и терракотовые фигурки из римского захоронения.
Вне здания музея находятся саркофаги, надгробные стелы, статуи, самой впечатляющей из которых является голова мифологической греческой Горгоны Медузы 2-го века до н. э., которая была встроена в северную стену города
- Внешний вид музея
- Вид на 2-й зал
- Местный речной бог Олганос
- Группа охотника и кабана
- Бронзовая гидрия-калпис